# Thomas Lejdström
Thomas Lejdström, född den 31 maj 1962, är en svensk före detta simmare i frisim och medley som deltog i de olympiska spelen i Moskva 1980 och Los Angeles 1984. 1984 vann han bronsmedalj i 4 x 100 meter frisim tillsammans med Bengt Baron, Mikael Örn och Per Johansson. Bästa individuella resultat i OS är en sjundeplats i 200 meter frisim 1980.
Thomas Lejdström är en av de som vunnit flest individuella SM-guld i simning: 38 stycken, varav 18 i 50 meters bassäng och 20 i 25 meters bassäng. 

## Klubb
- Västerås Simsällskap